# Neoardelio lineatocollis
Neoardelio lineatocollis är en tvåvingeart som först beskrevs av Thomson 1869.  Neoardelio lineatocollis ingår i släktet Neoardelio och familjen bredmunsflugor. Inga underarter finns listade i Catalogue of Life.